# Mátra
Mátra (slovensky Matra) je nejvyšší pohoří Maďarska, ležící na severu země v župě Heves a částečně též v župě Nógrád (Novohrad). Nacházejí se zde čtyři nejvyšší hory Maďarska, jimiž jsou Kékes (1014 m), Pezső-kő (971 m), Galya-tető (964 m) a Péter hegyese (960 m). 

## Přírodní poměry a poloha

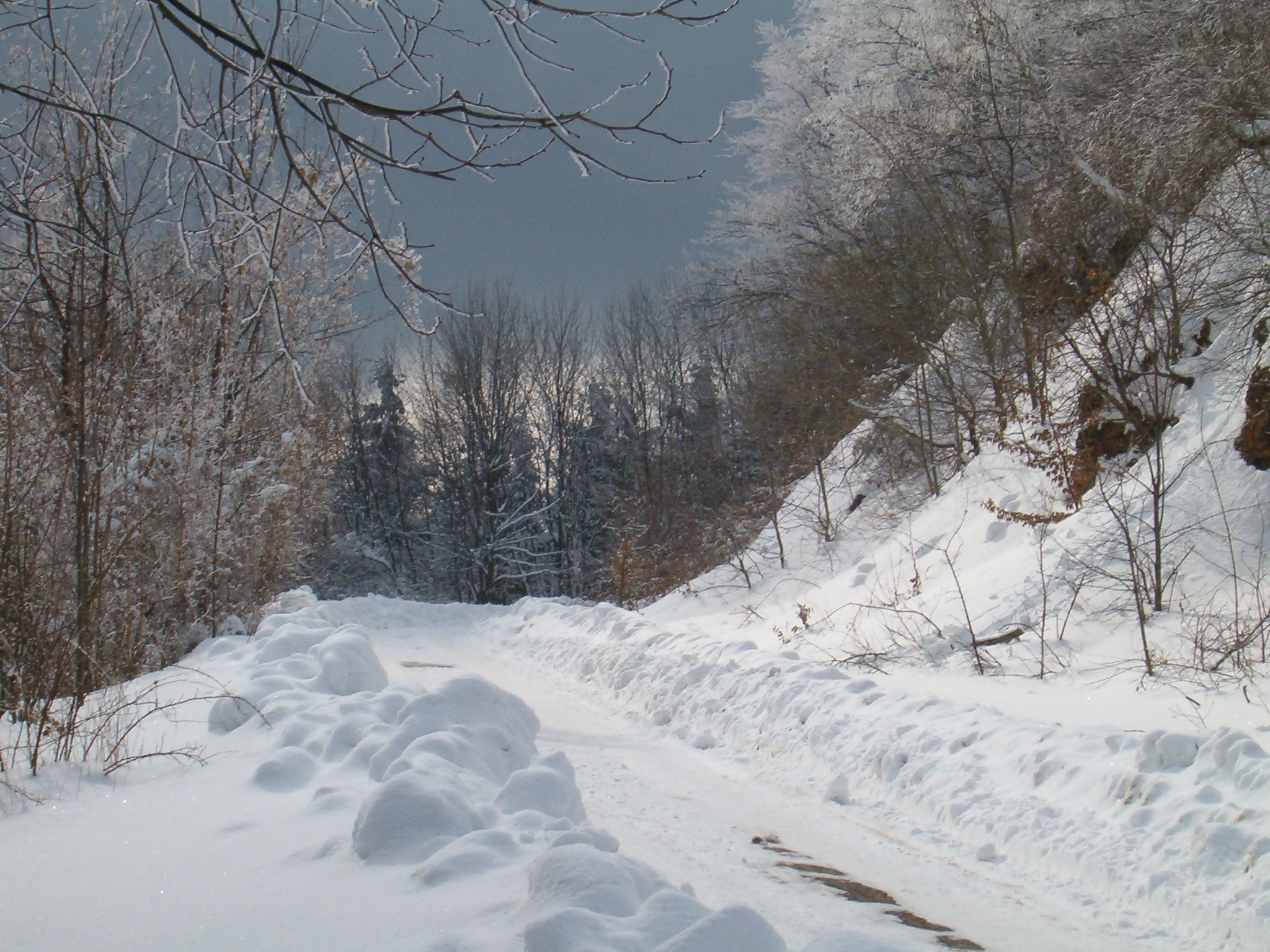
Mátra v zimě.

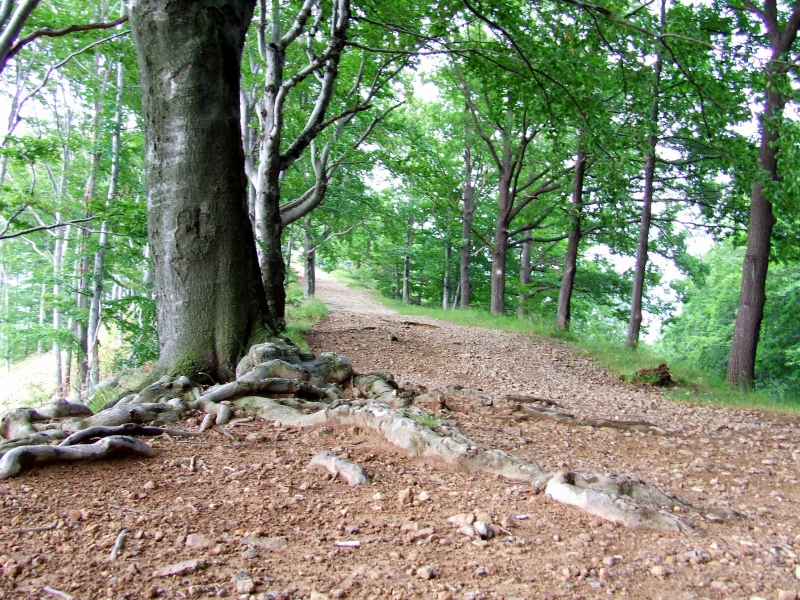
Les v Mátře.

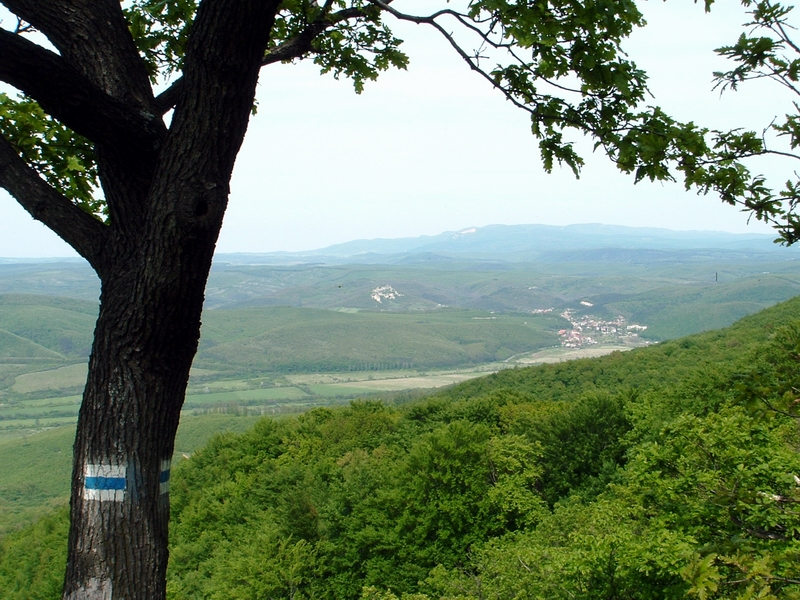
Turistické značení.

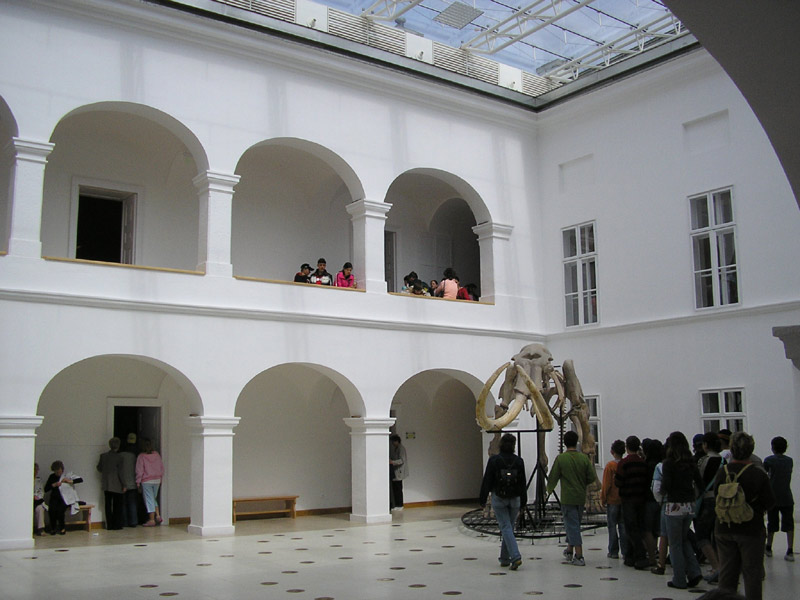
Muzeum Mátry.

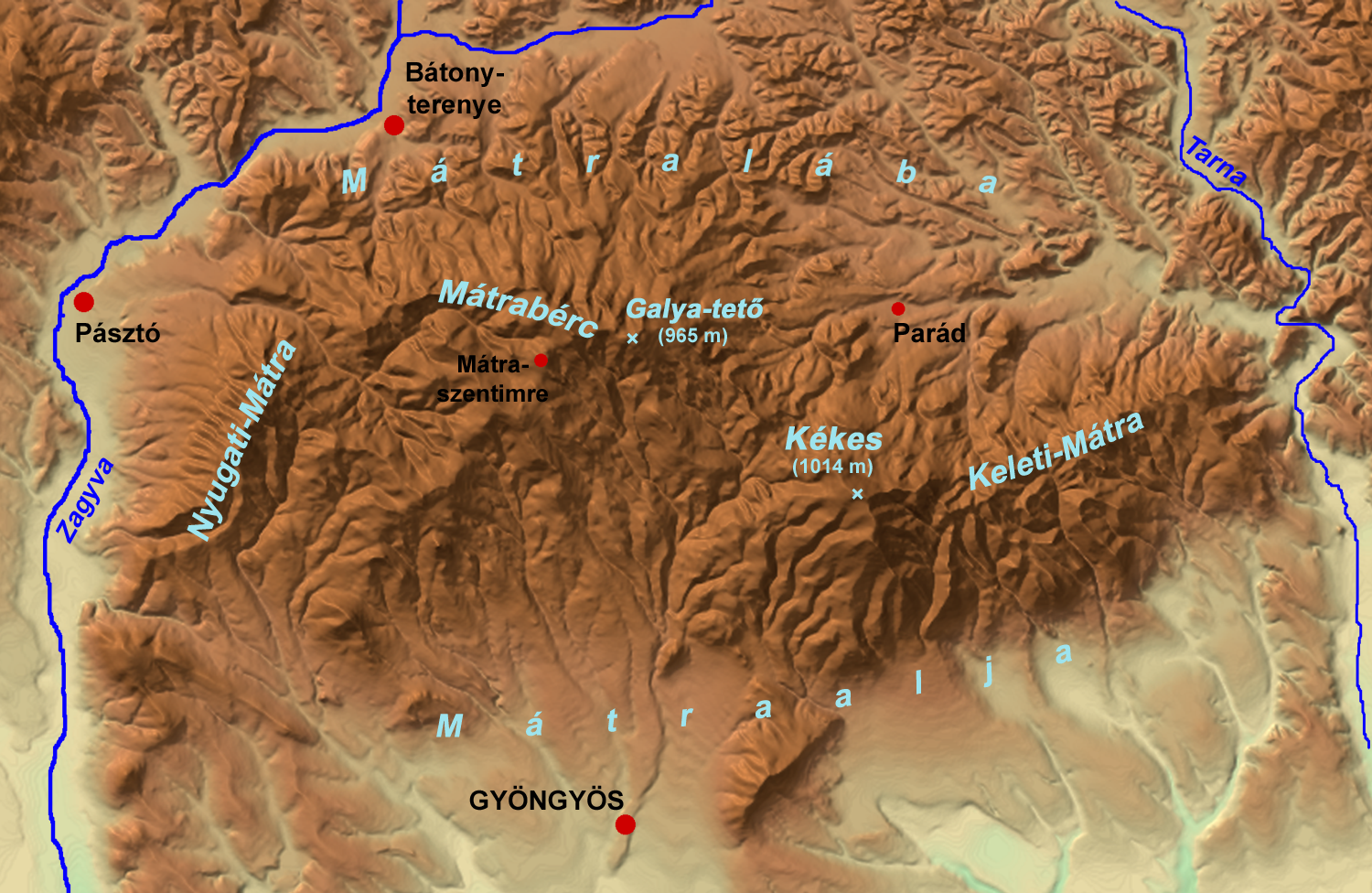
Mapa Mátry.

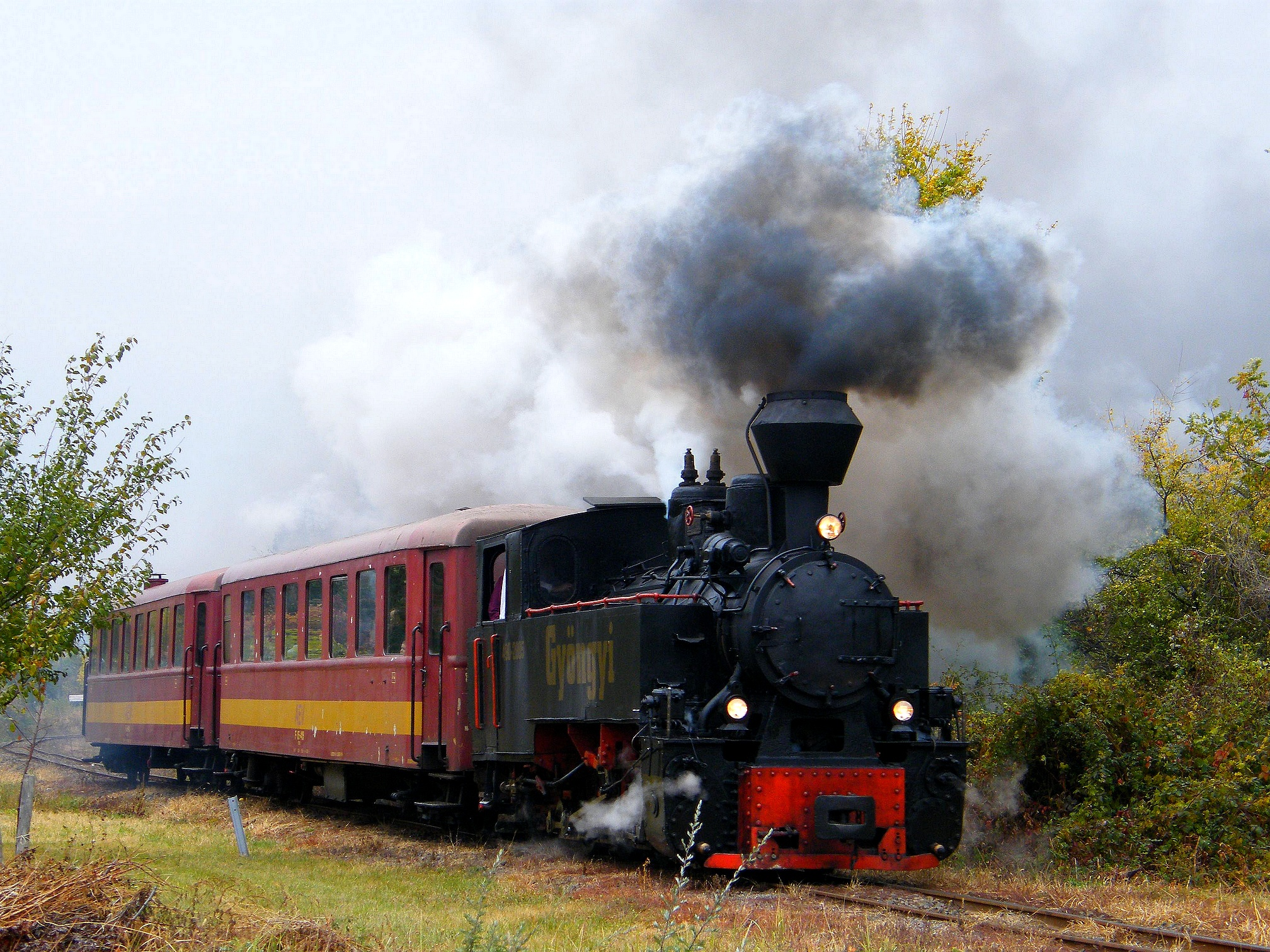
Lesní železnice.

Pohoří se rozkládá v délce 40 km s šířkou 13 km. Západní mezí Mátry je řeka Zagyva, východní potom řeka Tarna. V rámci severomaďarského středohoří na západ přechází v pohoří Cserhát a ze strany východní v Bukové hory.
Mátru samotnou lze rozdělit na západní část, střední část a východní část. Nejvyšším vrcholem západní části je Muzsla (805 m n. m.), nejvyšším vrcholem centrální části potom nejvyšší hora Maďarska Kékes (1014 m n. m.), který stojí na náhorní plošině Mátrabérc a u východní Mátry potom se jedná o Sas-kő (898 m n. m.), v překladu doslova Orlí kámen. 
Severním směrem přechází Mátra v Mátranské podhůří (maďarsky Mátralába), které tvoří vrcholky o výšce okolo 200 až 400 metrů. Na stranu druhou je naopak prudký sestup; Panonská nížina jižně od Mátry má nadmořskou výšku okolo sta metrů, což vytváří především z jižní strany majestátní podobu celého pohoří.
V Mátře se nachází jen velmi málo vodních ploch. Mezi ty, které jsou zde přítomné, lze zařadit Pisztrángosské jezero, Kőrisské jezero nebo Černé jezero. Pramení tu nicméně velké množství potoků a řek, celkem okolo tří set šedesáti. 62 přítoků řeky Zagyva a 46 řeky Tarna vzniká v prostoru pohoří Mátry.
Krásou této lokace jsou i různé skalní útvary, jejichž dominantou je tzv. „Řada skal“, sklánějící se nad propastí.

## Klimatické poměry
Podnebí se odlišuje od zbytku Uherské nížiny a má mírně horský charakter. Průměrná teplota zde klesá o 0,3 °C na 100 m nadmořské výšky. V některých oblastech činí 10 °C ale v jiných se pohybuje jen okolo 6 °C. 
Průměrné roční hodnoty srážek jsou vzhledem k členitému povrchu pohoří značně proměnlivé, přičemž údaje z několika srážkoměrných stanic nelze použít pro celé pohoří. Nejméně srážek spadne v údolích které nejsou přístupné z jihovýchodní strany (okolo 500 mm). Naopak na vrcholcích je úhrn srážek v míře okolo 800 mm. Někdy může za rok dosáhnout ale až 1100 mm. Sněhová pokrývka na vrcholku Kékes dosahuje okolo 1 metru, nicméně toto se může změnit v souvislosti se změnou klimatu. Nejvíce sněhu zde bylo naměřeno dne 21. února 1963. V zimě bývá typická tepelná inverze. 

## Geologie
Značná část pohoří Mátra má vyvřelý původ a tvoří jej ryolit. Kromě toho je pohoří také z vápence a dalších hornin (břidlice a sedimentární horniny).

## Obyvatelstvo
Okolo Mátry stojí několik měst, která jsou považována za přirozené brány do tohoto pohoří. Mezi ně patří např. Eger nebo Gyöngyös.
Kromě toho zde stojí nejvýše položené vesnice na území současného Maďarska, jako jsou Galyatető, Mátraháza nebo Parád. Seznam všech sídel v pohoří Mátra je následující:
(části obcí uvedeny malým písmem)
- Abasár
- Bátonyterenye
  - Maconka (slovensky Macoňka)
  - Szorospatak
- Bodony
- Domoszló (slovensky Domoslov)
- Dorogháza
- Gyöngyös (slovensky Dindeš)
  - Kékestető (slovensky Modravá), Mátrafüred (slovensky Matranské kúpele), Mátraháza (slovensky Matranský dom)
- Gyöngyösoroszi
  - Károlytáró
- Gyöngyöspata
- Gyöngyössolymos
  - Lajosháza
- Gyöngyöstarján
- Kisnána (slovensky Malá Nána)
- Markaz (slovensky Markaz)
- Mátraballa
- Mátraderecske
- Mátramindszent
- Mátraszentimre (slovensky Dolná Huta; nejvýše položená obec Maďarska)
  - Bagolyirtás, Fallóskút, Galyatető (slovensky Matranská hoľa), Mátraszentistván (slovensky Horná Huta), Mátraszentlászló (slovensky Fiškalitášska Huta)
- Pálosvörösmart
- Parád
  - Parádfürdő, Parádóhuta
- Parádsasvár (slovensky Nová Huta)
- Pásztó (slovensky Pastuchov)
  - Hasznos, Mátrakeresztes
- Recsk
- Sirok
  - Kőkútpuszta
- Szuha (slovensky Suchá)
  - Mátraalmás (slovensky Suchá Huta)
- Szurdokpüspöki
- Tar
- Tarnaszentmária
- Verpelét

## Historie
Přítomnost člověka je zde doložena již z doby kamenné. Na rozdíl od sousedních Bukových hor zde ale nebyly nalezeny pozůstatky jeho činnosti ve velké míře, což je dáno tím, že v pohoří Mátra se nachází méně jeskyní. Na zámku Gyöngyöspata nicméně byly učiněny archeologické průzkumy, které doložily přítomnost prehistorických nástrojů, stejně jako při těžbě v Gyöngyössolymos a dalších oblastech. V maďarském národním muzeu v Budapešti jsou dnes vystaveny hodnotné nálezy, které spatřily světlo světa po stovkách až tisících let opět v 40. letech 20. století. V únoru 1975 bylo nalezeno v Mátře okolo 200 bronzových nástrojů. 
Zemědělství se rozšířilo nejprve do údolí řeky Tarna a Zagyva. Později byly osídleny i svahy jednotlivých kopců. První osady byly opevněny valy, stavby byly kamenné. Žili zde nejspíše Skytové a Keltové, později Hunové a Avaři. 
Na konci 9. století, kdy přišli Maďaři do Karpatské kotliny, byla oblast obsazena panovníkem Arpádem a jeho družinou. Podle Anonymovy kroniky se zde usídlili náčelníci Ed a Edömér. Po mongolském vpádu v polovině 13. století zde vznikly různé hrady, jako např. Benevár, Gyöngyöspata, Hasznosi, Kanázsvár, Kisnánai, Markazi a Siroki. Hliněné hrady lze doložit z doby raného středověku.
Podle legendy znázorňuje trojvrší na státním znaku Slovenské republiky (a také na tradičním uherském znaku) tři pohoří – Tatra, Fatra a Mátra.
V 16. a 17. století bylo pohoří místem bojů Osmanských Turků, kteří tudy postupovali na území současného středního Slovenska. Bojovalo se zde ale i během revolučních let 1848 až 1849. Často se do hor uchylovali různí psanci. Souvislý les, který na několika místech přerušovalo jen pár luk, je zdokumentován na mapách prvního i druhého vojenského mapování a poskytoval dobrý úkryt.
Význam pohoří byl relativně nízký z hlediska turistiky, nicméně roku 1887 zde vznikla místní organizace Uherského karpatského spolku (maďarsky Magyarország Kárpát Egyesület „Mátra Szakosztálya“). Ten se věnoval nejen značení turistických tras, ale také rozvoji lokality Mátrafüred do podoby prvního výletiště v pohoří. V roce 1888 vznikl v Zalitavsku první turistický průvodce po Mátře a také byla dokončena první značená turistická trasa v údolí Kalló, od roku 1976 nesoucí název po Ferenczovi Rákóczym.
V souvislosti s výsledky první světové války a podpisu trianonské dohody se Kékes a Mátra staly nejvyšší horou a pohoří Maďarska. To iniciovalo další rozvoj turistiky. Vznikly nové resorty, hotely a zvýšilo se povědomí o Mátře v maďarské veřejnosti. Vše slibné ale přerušila druhá světová válka. V letech 1950 až 1953 zde během období stalinismu fungoval pracovní tábor v lokalitě Recsek. Střežen byl jednotkami ÁVH a jednalo se do velké míry o kamenolom.
V období existence socialistického Maďarska se Mátra dále rozvíjela např. lokalitou Bérc. Letecké snímky z 60. let 20. století již zobrazují okolo Kékese a v lokalitě Mátraháza rozvinuté turistické zázemí. Oblast byla oblíbená pro různé turistické výstupy apod.
Od roku 1986 je Mátra chráněnou krajinnou oblastí a také turisticky navštěvovaným místem, jehož potenciál se postupně v průběhu přelomu staletí i prvních dekádách století současného rozvíjel.

## Ochrana přírody, fauna a flóra
Pohoří Mátra je chráněnou krajinnou oblastí (maďarsky Mátrai Tájvédelmi Körzet) se vzácnými a velmi cennými druhy rostlin, prorostlou hustými dubovými a ve výše položených místech i bukovými lesy. Rozšířená je také bříza. Na loukách rostou hořce. Vyskytují se zde i některé glaciální relikty, mezi které lze zařadit vrásenku pomezní, vřetenovku voskovou apod. Chráněné území zde bylo vyhlášeno roku 1986. Jeho rozloha je 2209 ha a zahrnuje hlavně lesní plochy. 
Chráněná krajinná oblast je součástí sítě Natura 2000. V roce 2004 byla také evidována jako zvláštní oblast ochrany ptactva. Přítomných je 23 druhů různých opeřenců.

## Turistika
V pohoří je vybudováno mnoho stezek pro turisty, mezi něž patří národní „Modrá stezka“ (maďarsky Országos Kéktúra), která vede až k úpatí hory Kékes a na níž lze spatřit i balvanové pole. Na stezkách na jihu pohoří se rozléhají peřejné potoky, zatímco na severu se nacházejí kamenná moře, z nichž největší se jmenuje „Tatarské pole“ (maďarsky Tatármező). Při severozápadním okraji pohoří se také v obci Mátraverebély nachází nejnavštěvovanější poutní místo v Maďarsku, které nese název „Svatá studánka“ (maďarsky Szentkút).
Turisticky navštěvované resorty se nachází v lokalitách Mátraháza, Mátrafüred a Galyatető. Jsou umístěna většinou v centrální části pohoří. Ve městě Gyöngyös stojí také Muzeum Mátry.
Kékes (slovensky Modravá) je nejvyšší horou Maďarska s nadmořskou výškou 1014 m. Na vrcholku byla v roce 1960 vybudována televizní věž ze 70. let 20. století, z které je při jasném počasí vidět celé Severomaďarské středohoří a obrysy Tater. Na svazích hory se nachází lyžařské vleky a sjezdovky. Jsou zde za dobré viditelnosti spatřitelné i Vysoké Tatry.
Galya-tető (slovensky Matranská hoľa) je vysoká 964 m n. m. a zůstává tak třetí nejvyšší horou Maďarska. Tato hora je jednou z nevýznamnějších lyžařských oblastí pohoří Mátra. Stojí zde také rozhledna Galya-kilátó.
Dobogó je vrch, na kterém stojí Kozmáryho rozhledna z počátku 20. století.

## Ekonomika
Vedle cestovního ruchu je hlavním zdrojem obživy venkovského obyvatelstva vinařství. Zejména na jižních svazích se daří řadě odrůd v regionu populárních vín, jako jsou např. Tramín a Muškatel. Oblast je však proslulá především víny typu Lipovina.

## Doprava
Pohoří je protkáno řadou dopravních tras. Z jižní strany jej obchází dálnice M3, která spojuje metropoli Budapešť s městem Miskolc (též Miškovec). Přímo do pohoří potom vedou silnice celostátního významu, např. č. 24 přes Gyöngyös a dále sedlo Mátra-nyereg. Silnice č. 21 a 23 obcházejí pohoří po západní, resp. po východní straně.
Severně od pohoří vede Železniční trať Bátonyterenye – Kál. Do něj samotného žádná trať maďarské železniční sítě nevede.
Mátra nicméně v minulosti disponovala rozsáhlou síť úzkorozchodných drah, která se zachovala i do současnosti. První takovou nechal zbudovat egerský arcibiskup, který byl zároveň majitel místního lesa a měl eminentní zájem na jeho efektivním hospodářském využití. Vlaky se tak rozjely roku 1906. V prvních desetiletích 20. století byla síť úzkokolejek rozšířena a roku 1926 začal provoz vlaků s cestujícími. V současné době jezdí vlaky pouze na dvou tratích: Gyöngyös–Mátrafüred a Gyöngyös–Gyöngyössolymos–Lajosháza.

## Zajímavosti
Podle Mátry je pojmenován asteroid 1513 Mátra.